# ری هان-جاه
ری هان-جاه (انگلیسی: Ri Han-jae؛ زادهٔ ۲۷ ژوئن ۱۹۸۲) بازیکن فوتبال اهل کره شمالی است.
از باشگاه‌هایی که در آن بازی کرده‌است می‌توان به باشگاه فوتبال سانفریس هیروشیما و باشگاه فوتبال کونسادول ساپورو اشاره کرد.